# Tupolew ANT-14
Die sowjetische Tupolew ANT-14 Prawda (russisch Туполев АНТ-14 Правда) ist eine Weiterentwicklung des dreimotorigen Passagierflugzeuges ANT-9. Es wurde nur ein Exemplar gebaut.

## Entwicklung
Die Entwicklungsarbeiten an diesem Typ wurden unter Leitung von Wladimir Michailowitsch Petljakow durchgeführt, der damals noch im Team von Andrei Nikolajewitsch Tupolew arbeitete. Man orientierte sich bei der Konstruktion an dem viermotorigen Bombenflugzeug TB-3, von dem auch das Tragwerk übernommen wurde. Angetrieben wurde die ANT-14 von fünf Gnome-Rhône-Jupiter-Motoren mit je 480 PS (353 kW). Sie war als Schulterdecker in freitragender Ganzmetallbauweise mit Wellblechbeplankung konzipiert, nur das Leitwerk war abgestrebt. Der Tragflügel war dreiteilig und besaß vier Holme. Das starre Hauptfahrwerk war mit je zwei hintereinander angeordneten Rädern ausgestattet.
Die Erprobung begann am 14. August 1931 mit dem Erstflug durch den Testpiloten Michail Gromow und wurde erfolgreich abgeschlossen. In den folgenden zehn Jahren diente der Typ als Passagierflugzeug für Rundflüge und Propagandazwecke und beförderte während dieser Zeit etwa 40.000 Personen. Eine mit drei Zwillings-MG bewaffnete Militärversion, die 2600 Kilogramm Bomben mitführen sollte, wurde nicht verwirklicht.

## Aufbau
Die ANT-14 war ein freitragender Schulterdecker in Ganzmetallbauweise und Wellblechbeplankung. Der dreiteilige Tragflügel war mit vier Holmen ausgestattet. Das normal ausgeführte Leitwerk verfügte über V-Streben. Das starre Fahrwerk bestand aus vier paarweise pro Seite angeordnete Haupträder, die durch Streben mit dem Rumpf und den inneren Motorgondeln verbunden waren. Am Heck befand sich ein Schleifsporn.

## Technische Daten

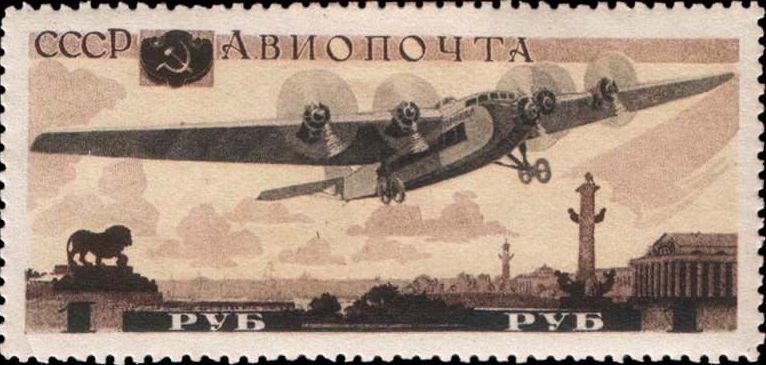
Die ANT-14 auf einer Briefmarke von 1937

| Kenngröße             | Daten                                                                 |
| --------------------- | --------------------------------------------------------------------- |
| Besatzung             | 4–5                                                                   |
| Passagiere            | 36                                                                    |
| Spannweite            | 40,40 m                                                               |
| Länge                 | 26,48 m                                                               |
| Höhe                  | 5,40 m                                                                |
| Flügelfläche          | 240,0 m²                                                              |
| V-Stellung            | 6°                                                                    |
| Leermasse             | 10.650 kg                                                             |
| Startmasse            | 17.146 kg                                                             |
| Flächenbelastung      | 71,5 kg/m²                                                            |
| Leistungsbelastung    | 7,15 kg/PS                                                            |
| Antrieb               | fünf luftgekühlte Neunzylinder-Sternmotoren Gnome-Rhône Jupiter 9 AKK |
| Leistung              | je 353 kW (480 PS)                                                    |
| Höchstgeschwindigkeit | 236 km/h                                                              |
| Reisegeschwindigkeit  | maximal 195 km/h wirtschaftlich 170 km/h                              |
| Landegeschwindigkeit  | 105 km/h                                                              |
| Steigleistung         | 4,0 m/s                                                               |
| Dienstgipfelhöhe      | 4.220 m                                                               |
| Reichweite            | 1.200 km                                                              |